# Scorzoneroides cantabrica
Scorzoneroides cantabrica là một loài thực vật có hoa trong họ Cúc. Loài này được (Widder) J.Holub miêu tả khoa học đầu tiên năm 1977.